# Unterm Siegel bei Bebra
Unterm Siegel bei Bebra ist der Name eines Auenbereichs, der etwa zwei Kilometer nördlich von Bebra im nordosthessischen Landkreis Hersfeld-Rotenburg liegt. Nach Aufgabe der landwirtschaftlichen Nutzung und der Abdämmung der Abzugsgräben sind die feuchten Wiesen sowie die Seggen- und Schilfbestände zum Lebensraum bedrohter Tier- und Pflanzenarten geworden. Um das Gebiet zu schützen und durch Extensivierung und Renaturierung zu verbessern wurde es im Jahr 1983 zum Naturschutzgebiet erklärt.

## Geografische Lage
Der geschützte Bereich befindet sich im Asmushäuser Grund im Tal des Bebrabaches. In diesem Teil wird das Tal im Osten vom Ziegenberg (333 m) und im Westen vom Welgersberg flankiert. Das Naturschutzgebiet liegt in den Gemarkungen Bebra und Asmushausen der Stadt Bebra im Landkreis Hersfeld-Rotenburg. Im Westen wird es begrenzt von einem Radweg entlang der Bundesstraße 27 und im Norden und Süden von landwirtschaftlichen Wegen. Im oberen Teil bildet der Bebrabach die Ostgrenze und im unteren Teil wurde östlich des Baches die Hangwiese „Vorm Wagenroth“ in das Schutzgebiet mit einbezogen.
Naturräumlich wird dieser Bereich der Teileinheit „Haselbach-Bebra-Bergland“ im „Fulda-Werra-Bergland“ zugeordnet, das zu der Haupteinheitengruppe „Osthessisches Bergland“ gehört.

## Unterschutzstellung
Mit Verordnung vom 30. November 1983 der Bezirksdirektion für Forsten und Naturschutz beim Regierungspräsidium in Kassel, die am Tage nach der Veröffentlichung im Staatsanzeiger für das Land Hessen vom 19. Dezember 1983 in Kraft getreten ist, wurde das Feuchtgebiet „Unterm Siegel“ zum Naturschutzgebiet erklärt. Zweck der Unterschutzstellung war es, „die ökologisch bedeutsamen und vielgestaltigen brachliegenden Feuchtwiesen mit ausgeprägten Seggenbeständen sowie einen naturnahen Abschnitt des Bebrabaches mit zum Teil dichtem Uferbewuchs als Lebensraum bedrohter Tier- und Pflanzenarten zu sichern und zu erhalten.“ Das Schutzgebiet besitzt eine Größe von rund 8,8 Hektar, hat die nationale Kennung 1632006 und den WDPA-Code 82758.

## Natur
Das Schutzgebiet prägen verschiedene, eng miteinander vernetzte Feuchtbiotope. Den größten Flächenanteil besetzen Seggen- und Schilfbestände, in denen das Vorkommen der Schnabel- und Rispen-Segge als regional bedeutsam angesehen wird.

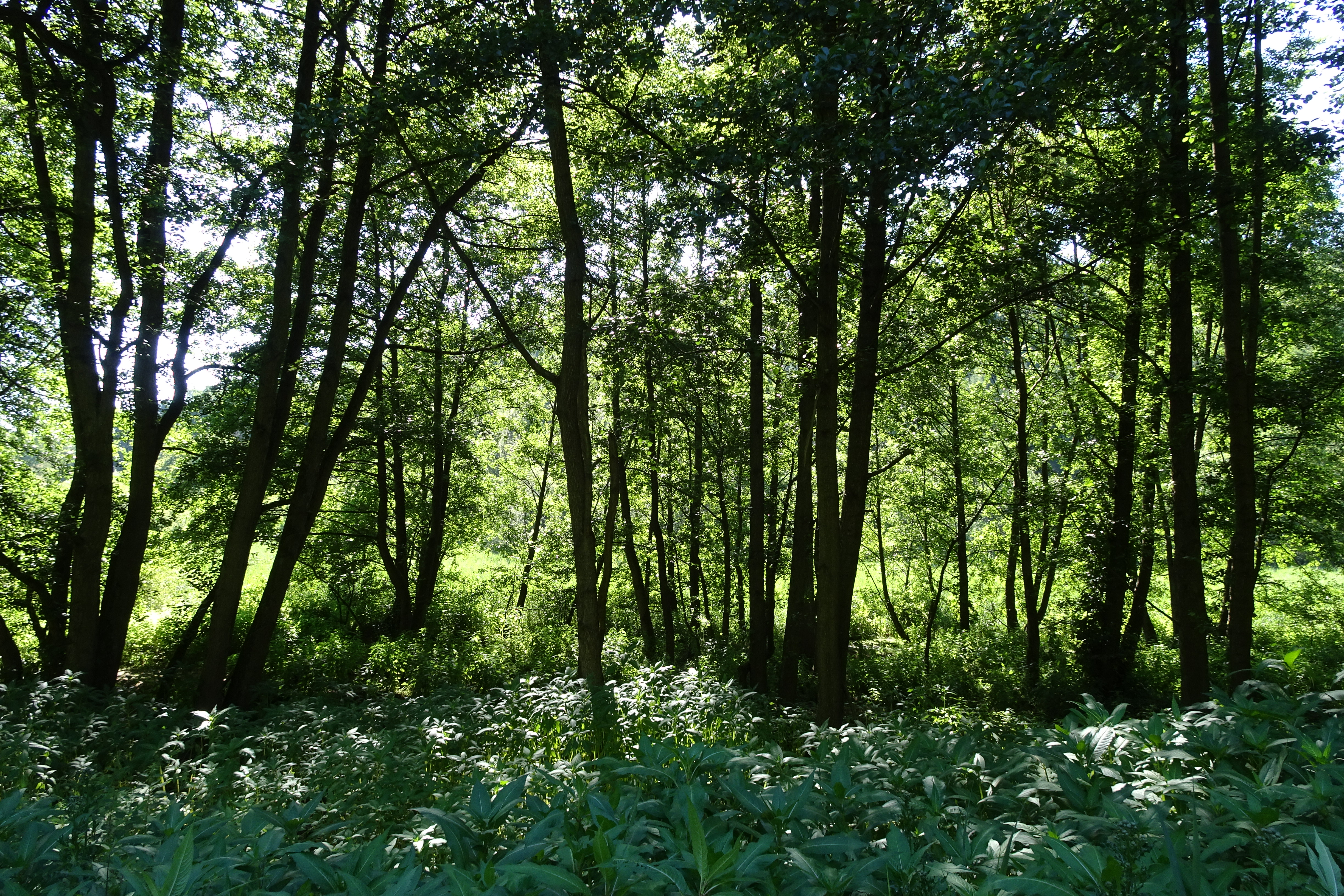
Den Bebrabach beschattet ein dichter Auwaldsaum.

Durch das Gebiet fließt mit einer Länge von rund 750 m der Bebrabach. Er ist ein etwa 10 Kilometer langes, kleines Fließgewässer, das südwestlich von Bebra rechtsseitig in die Fulda mündet. Der naturnahe Bachlauf wird in dem geschützten Bereich durch einen Saum aus Weiden und Erlen stark beschattet.
In den 1980er Jahren wurden zur Biotopverbesserung die vorhandenen Drainagen und Abzugsgräben in dem Auenbereich abgedämmt, um das Gebiet wieder zu vernässen. Weitere Maßnahmen waren, neben der Entfernung von Pappelanpflanzungen, die Anlage von mehreren Weihern. Sie wurden zu Laichgewässern für Erdkröte, Grasfrosch, Grünfrosch, Berg-, Kamm-, Faden- und Teichmolch. Um die Populationen, die westlich des Schutzgebiets auf der anderen Straßenseite überwintern, vor Verlusten durch den Verkehr zu schützen, wurde im Jahr 1996 entlang der Bundesstraße 27 eine dauerhafte Amphibienschutzanlage mit sechs Röhren installiert. Kröten, Frosch- und Molcharten müssen notgedrungen an den Leitbarrieren entlangwandern und gelangen so zu den Amphibientunneln, in denen sie gefahrlos die Straße unterqueren können.
In den Bereichen, die von den Feuchtwiesen eingenommen werden, gelten Breitblättriges Knabenkraut und Sumpfdotterblume als floristische Besonderheiten. Die Mahd dieser Wiesen wurde anfangs, ab dem Jahr 1982, durch ehrenamtliche Naturschützer der Hessischen Gesellschaft für Ornithologie und Naturschutz (HGON) durchgeführt, später auch von Mitarbeitern des ehemaligen Forstamtes Nentershausen. Derzeit kümmern sich um die extensive Pflege der Frisch- und Feuchtwiesen Vertragslandwirte, die auch für den Abtransport und die Verwendung des Schnittgutes sorgen. Die Wiesen sind Lebensraum für Ringelnatter, Blindschleiche, Wald- und Zauneidechse.
Mit über zwanzig nachgewiesenen Libellenarten gilt das Naturschutzgebiet „Unterm Siegel“ als eines der artenreichsten der Region. Als bemerkenswert betrachtet wird das Vorkommen der Südlichen Binsenjungfer, der Kleinen Binsenjungfer und der Braunen Mosaikjungfer.

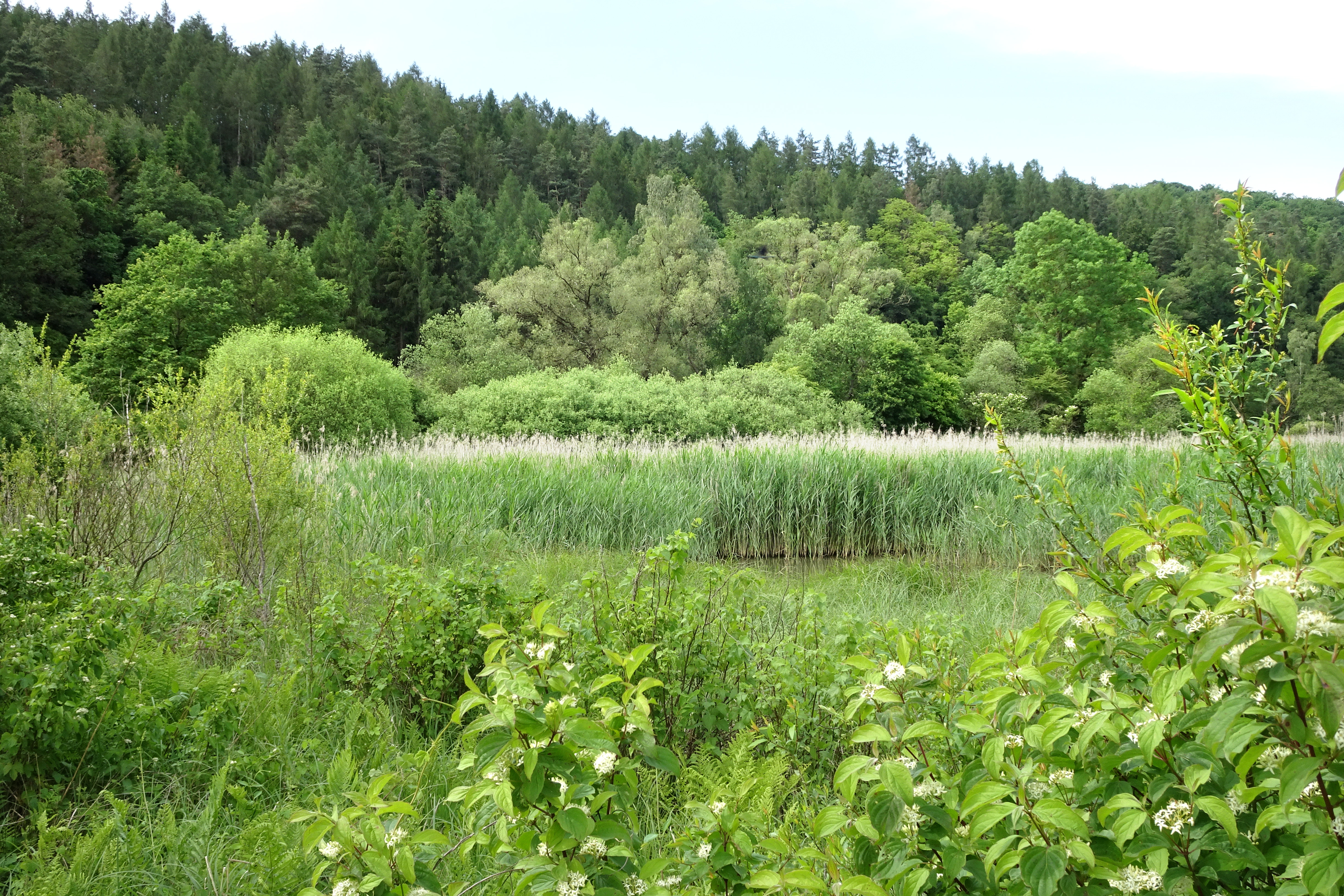
Röhricht im südlichen Teil der wiedervernässten Bachaue.

Nach Abschluss der Arbeiten zur Wiedervernässung siedelten sich in den Röhrichten und den Übergangszonen zum Seggenried als regelmäßig brütende Vogelarten Stockente, Wasserralle, Teichhuhn, Teichrohrsänger und Zwergtaucher an. Ihre Reviere am Bebrabach und teilweise auch außerhalb des Schutzgebiets haben Wasseramsel und Gebirgsstelze. Star und Bachstelze sind Gäste, die in den ausgedehnten Schilfröhrichten übernachten. Als Zug- und Nahrungsgäste nutzen Graureiher, Krickente, Rohrweihe, Eisvogel und andere den Bereich des Schutzgebiets.

## Touristische Erschließung
Das Naturschutzgebiet ist als ungestörte Ruhezone vorgesehen und nicht durch Wege erschlossen. Der geschützte Bereich soll nicht betreten werden, lässt sich aber von dem an dem westlichen Rand vorbeiführenden Radweg und von dem Wirtschaftsweg an der südlichen Grenze einsehen. Hier informiert auch eine Schautafel über das Schutzgebiet.